# Martin Cross
Martin Cross, född den 19 juli 1957 i London i Storbritannien, är en brittisk roddare.
Han tog OS-brons i fyra utan styrman i samband med de olympiska roddtävlingarna 1980 i Moskva.